# 多雄藏布
多雄藏布（藏語：མདོག་གཞུང་བཙང་པོ，威利转写：mdog gzhung btsang po，THL：Dokzhung Tsangpo），雅鲁藏布江支流。源出冈底斯山脉攀登山西南，河源海拔5500米。从西向东流淌，与雅鲁藏布江并行。在拉孜县的彭错林汇入雅鲁藏布江。全长303公里，总落差1515米，流域面积1.9697万平方公里。